# Morti nel 651
| Questa pagina contiene informazioni ricavate automaticamente dalle voci biografiche con l'ausilio del template Bio e di un bot. L'aggiornamento è periodico e automatico e ricostruisce completamente la pagina. Se manca una persona in questa lista, sei pregato di non aggiungerla, ma accertati piuttosto che la sua voce biografica contenga il template Bio e che i dati anagrafici siano correttamente compilati. Se il template Bio manca, inseriscilo tu stesso o, in alternativa, metti l'avviso {{tmp\|Bio}} che ne segnala la mancanza. Se i dati riportati sono sbagliati, correggi direttamente la voce biografica; le modifiche saranno visibili in questa lista entro pochi giorni. Per chiarimenti vedi il progetto biografie. La lista contiene solo le 7 persone che sono citate nell'enciclopedia e per le quali è stato implementato correttamente il template Bio. Pagina aggiornata al 13 gen 2025. |

- 20 agosto - Oswine di Deira, sovrano
- Aidano di Lindisfarne, vescovo e missionario irlandese
- Braulione di Saragozza, vescovo, scrittore e santo spagnolo (n. 590)
- Dàoxìn, monaco buddista cinese (n. 580)
- Pietro IV di Alessandria, arcivescovo bizantino
- Radoaldo di Benevento, politico e militare longobardo
- Yazdgard III, sovrano persiano (n. 624)